# Bernard Rocks
Die Bernard Rocks sind eine Gruppe von Klippenfelsen im Palmer-Archipel westlich der Antarktischen Halbinsel. Vor der Nordostseite der Brabant-Insel liegen sie zwischen Davis Island und dem Spallanzani Point.
Eine erste Kartierung erfolgte während der Vierten Französischen Antarktisexpedition unter der Leitung des Polarforschers Jean-Baptiste Charcot. Luftaufnahmen, welche die Hunting Aerosurveys Ltd. zwischen 1956 und 1957 anfertigte, dienten 1959 einer weiteren Kartierung. Das UK Antarctic Place-Names Committee benannte sie 1960 nach dem französischen Mediziner Claude Bernard (1813–1878), der wichtige Beiträge zum Verständnis der Verdauung, der Funktion der Leber und der experimentellen Toxikologie lieferte.